# Гірсово (станційне селище)
Гі́рсово (рос. Гирсово) — станційне селище у складі Юр'янського району Кіровської області, Росія. Входить до складу Гірсовського сільського поселення.
Населення становить 75 осіб (2010, 61 у 2002).
Національний склад станом на 2002 рік — росіяни 98 %.